# The Patron Saint of Liars
Pour plus de détails, voir Fiche technique et Distribution.
The Patron Saint of Liars est un téléfilm américain réalisé par Stephen Gyllenhaal, diffusé la première fois en 1998 à la télévision.

## Synopsis
Une jeune femme fugue loin de son mari et elle se refugie dans une ecole catholique et a la suite elle est en maternité.

## Fiche technique
- Titre : The Patron Saint of Liars
- Réalisation : Stephen Gyllenhaal
- Scénario : Lynn Roth d'après le roman d'Ann Patchett
- Musique : Daniel Licht
- Pays d'origine : États-Unis
- Format : Couleurs - 1,33:1 - Stéréo
- Genre : drame
- Date de première diffusion : 1998

## Distribution
- Dana Delany : Rose Cleardon Abbott
- Ellen Burstyn : June Clatterbuck
- Clancy Brown : Son
- Sada Thompson : Sœur Evangeline
- Jill Gascoine : Mère Corrine
- Nancy Moore Atchison : Cecilia (âgée de 15 ans)
- Debra Christofferson : Sœur Bernadette
- Lisa Rieffel : Beatrice
- Marissa Ribisi : Angie
- John Putch : Thomas Cleardon
- Maggie Gyllenhaal : Lorraine Thomas